# Georges Kierren
Georges Kierren, né le 22 janvier 1884 à Villecey-sur-Mad et mort en 1955, est un artiste nancéien qui a dessiné et gravé de nombreux monuments de Nancy et des environs : place Stanislas, place d'Alliance, porte de la Craffe, etc. Certains de ses dessins ont été publiés en carte postale dans les années 1930.
Il a passé sa vie professionnelle aux fonderies de Pont-à-Mousson, où il a terminé directeur de l'imprimerie. Son épouse a servi de modèle à Émile Friant.

## Exposition
- Sous l'égide de PAM Saint Gobain et de la mairie de Pont à Mousson avec l'aide du musée de Pont à Mousson, Miskiki présente à la chapelle de l'Institut une restrospective du travail de son arrière grand-père Georges Kierren en 2012[2],[3].